# 影との戦い
『影との戦い』（かげとのたたかい、原題：A Wizard of Earthsea）は、アメリカの作家アーシュラ・K・ル＝グウィン（1929年 - 2018年）が1968年に発表したファンタジー小説。『ゲド戦記』シリーズの第1作であり、ファンタジー文学及び児童文学の古典として広く影響を及ぼしている。
なお、シリーズ名『ゲド戦記』の表記は日本語版独自の呼び名であり、英語版では "Books of Earthsea"、"Earthsea Cycles" などと呼ばれる。
物語の舞台は「アースシー」と呼ばれる架空の多島海世界であり、ゴント島の村に生まれた若い魔法使いのゲドを主人公とする。ゲドは子供のころから強大な力の兆候を示し、魔法学校に進むが、その傲慢な性格から院生と対立する。魔法による決闘中、ゲドは呪文を失敗して死の影を呼び出してしまい、その影に追われる身となる。この物語では、「影」からの解放をめざすゲドの旅が描かれる。
『影との戦い』は、ゲドが力と死に対処することを学ぶ過程を探求しており、しばしば教養小説あるいは成長物語として説明される。また、魔法使いたちによって維持されているアースシー宇宙の均衡の概念については、道教的なテーマを含んでおり、言葉と名前が物質世界に影響を及ぼし、バランスを変える力を持つという考えと密接につながっている。
物語の構成は伝統的な叙事詩に近いが、主人公を典型的な白人のヒーローではなく浅黒い肌の有色人種として設定しているなど、このジャンルの定形を破るいくつかの手法が取られている。
『影との戦い』は当初は児童書として、後には一般の読者からも圧倒的な高い評価を得た。本書は1969年にボストン・グローブ・ホーンブック賞を受賞し、1979年にはルイス・キャロル・シェルフ賞の最終受賞作のひとつとなった。
著者ル＝グウィンは、本作『影との戦い』に続いて5冊の作品すなわち『こわれた腕環』(1971年)、『さいはての島へ』(1972年)、『帰還』(1990年)、『ドラゴンフライ』(2001年、旧タイトル『ゲド戦記外伝』)、そして『アースシーの風』(2001年)を執筆しており、これらは合わせて『ゲド戦記』シリーズと呼ばれる。

## 背景

アーシュラ・K・ル＝グウィン（1995年）。

1964年にファンタスティック誌に掲載されたル＝グウィンの2つの短編小説「解放の呪文」と「名前の掟」には、物語の舞台となるアースシー世界の初期設定が見られる。これらの物語は、後に彼女の短編集『風の十二方位』（1975年）に収録された。ル＝グウィンは1965年または1966年にもアースシーを舞台とする物語を書いたものの、これは出版されなかった。
1967年、パルナッサス・プレスのハーマン・シャインは、ル＝グウィンに「年長の子供向け」の本を書いてみないかと依頼し、主題とアプローチについてはまったく自由に任せた 。1960年代後半、ヤングアダルト文学は脚光を浴びていたが、ル＝グウィンにはこのジャンルでの経験がなかった。彼女は自分の過去の短編小説を発展させて、『影との戦い』の執筆に取りかかった。ル＝グウィンはこの物語について、典型的には長老や賢者として描かれる魔法使いが、若く未熟だったころどんな人物だったのかという疑問への応答だと述べた 。後に彼女は、青少年の読者のためにファンタジーという媒体を選び、成人つまり大人への移行をテーマとしたとも語っている。
1964年に出版された上記の短編小説では、アースシー世界とその中の重要な概念、例えばル＝グウィンの魔法の扱い方などがすでに示されている。「名前の掟」には、『影との戦い』の中盤に登場する竜イエボーも紹介されている。アースシーの描写はまた、ル＝グウィンが精通する北欧神話やアメリカ先住民の伝説からも影響を受けている。北欧の伝承の影響は、とくに二人の兄弟を神として崇拝する金髪碧眼のカルガド人のキャラクターに見られる。また、宇宙の「均衡」という概念には、彼女の著作に対する道教思想の影響が見て取れる。ル＝グウィンの神話や伝説に関する知識、また人類学への家族ぐるみでの関心の高さが、アースシーの島々の「全文化」の創造を可能にしたと、学者のドナ・ホワイトは述べている 。

## 作品について

### 設定
アースシー世界は多島海（アーキペラゴ）と呼ばれる、島々の集まりである。物語中の歴史では、島々はセゴイと呼ばれる存在によって海の底から持ち上げられたとされる。この世界には人間と竜が住んでおり、生まれつき何らかの魔法の才能を持った人間のうち、より才能に恵まれた者はまじない師や魔法使いになる。
アースシーは産業革命以前の社会で、広大な多島海には多様な文化が存在する。登場人物の多くはハード語を話す浅黒い肌をした人々で、大半の島々に住んでいる。東部にある4つの大きな島には、白い肌をしたカルガド人が住んでおり、彼らは魔法を忌み嫌い、ハード語圏の人々を邪悪な魔術師とみなしている。一方で、ハード語圏の人々はカルガド人を野蛮な民族とみなしている。多島海の最西端の領域には竜が住んでいる。
世界はきわめて微妙な均衡によって保たれており、民の多くはそのことを知っているが、オリジナル三部作である本作『影との戦い』、『こわれた腕環』、『さいはての島へ』では、それぞれ何者かによってこの均衡が破られる。

### 主要登場人物
（以下の固有名詞の表記は、清水真砂子翻訳による岩波書店版に従う。）
- ゲド：幼名ダニー、通称ハイタカ。ゴント生まれの魔法使い。自らの呼び出した影を追い求める。
- オジオン：大魔法使い“沈黙のオジオン”、ハイタカの師となり、真の名“ゲド”を与える。
- ネマール：大賢人。ロークの魔法学院長。
- ヒスイ：魔法学院のゲドの先輩でライバル。
- カラスノエンドウ：ゲドの親友。
- イエボー：ペンダー島に住む竜[20]。

### プロットの概要
物語の主人公はゴント島で生まれ、「ハイタカ」というあだ名を持つ少年ダニーである。まじない師の伯母は、ダニーが生まれながらにして並外れた力を持っていることに気づき、自分が知る小さな魔法を彼に教えた。ゴントがカルガド人たちの襲撃を受けたとき、ダニーは霧を呼び出して自分の村と住民たちを隠し、彼らの手でカルガド人たちを追い払うことに成功する。これを知った大魔法使いオジオンはダニーを弟子として迎え、彼にゲドという「真の名」を授ける。オジオンはゲドに「均衡」の概念、つまり魔法を適切に使わなければ世界の自然秩序を揺るがす危険があることを学ばせようとする。しかし、少女の気を引こうとしたゲドは師の呪文書を開き、自分でも気づかないうちに奇妙な影を召喚してしまう。それを追い払えたのは、オジオンだけだった。ゲドの魔法習得への野心と、彼への指導が遅いことへの焦りを察したオジオンは、ローク島にある魔法学院への入学を打診する。ゲドはオジオンを愛していたものの、進学の道を選んだ。
学院では、ゲドの技量に教師も院生たちもともに感嘆の声を上げた。ゲドは年長の院生たちと出会い、カラスノエンドウと親しくなるものの、他の院生とは距離を置いた。とくにヒスイとは、ゲドの尊大な性格を刺激されて険悪な仲となる。祭りのさなか、ゲドに対して慇懃無礼に振る舞うヒスイに、ゲドは魔法の決闘を挑む。ゲドは伝説的な死者の女性の霊を呼び出す強力な呪文を唱えるが失敗し、代わりに放たれた影の生き物がゲドを襲って彼の顔を傷つける。大賢人ネマールは影を追い払うが、その犠牲となって命を落とす。
ゲドは何ヶ月もかかって回復し、修行を再開できるようになる。新しい大賢人ジェンシャーは、影には名前がなく、死の世界の精霊のひとつであり、ゲドに憑依して操ろうとしていると警告する。やがてゲドは学院を卒業し、魔法使いの杖を受け取る。ゲドは九十群島に居を構え、近くのペンダー島に住みついた竜から貧しい村人を守ろうとするが、自分が依然として影に追われていることに気づく。二つの脅威を同時に防ぐことはできないと覚った彼は、小舟でペンダーに向かい、命がけで親竜の真の名を究明する。彼が竜の名を言い当てると、竜はゲドを追う影の名前を教えようと持ちかける。しかしゲドはこの取引に乗らず、竜とその子供たちが多島海を決して脅かさないことを誓約させる。
影がすぐ近くに迫っていることを感じたゲドは、影と戦える剣があるというオスキルのテレノン宮殿をめざす。その途上で影に襲われ、ゲドはかろうじてテレノン宮殿に逃げ込む。城主の夫人セレットは、特別な力が具わるという石をゲドに見せ、この石と話せば無限の知識と力が得られると彼を誘う。ゲドは動揺しつつも、石には太古の精霊が閉じ込められており、邪悪な力を持っていることを察知して石との接触を拒否する。城から脱出すると、セレットがかつてゲドをからかい、オジオンの呪文書を盗み読みさせた少女だったことに気づく。石に仕える者たちに追われたゲドは、ハヤブサに変身して飛び去る。
ゲドは遠く飛んで、ゴントのオジオンの元に戻る。オジオンはジェンシャーとは意見が異なり、名前を持たないものはないとして、影と立ち向かうようゲドに助言する。覚悟を決めたゲドが影に向かって突き進むと、影は逃げ出し、オジオンが正しいことが明らかとなる。ゲドは海上で影を追うが、霧の中に誘い込まれ、操っていた小舟が暗礁に乗り上げて大破してしまう。絶海の孤島で取り残されていた年老いた男女の助けを借りてゲドは回復する。老婆はゲドに、腕環のような装身具の片割れを差し出した。
小舟を修理したゲドは、東に向けて追跡を再開する。イフィッシュ島ではカラスノエンドウと再会し、彼は自ら進んでゲドと同行する。二人は過去に知られている土地を遥かに超えて東に旅し、ついに影と遭遇する。ゲドと影は、ともに同じ名を唱えてひとつに融合し、ゲドは自分が癒やされ、全き人になったとカラスノエンドウに告げる。

### 挿絵
1968年の『影との戦い』初版は、ルース・ロビンスによって挿絵が描かれた。表紙イラストはカラーで、表紙を開くとアースシー世界（多島海）の地図が掲載されていた。さらに、各章にはロビンスによる木版画風のイラストが白黒で掲載されていた。画像は各章の代表的なトピックを表していた。例えば、最初の画像にはゴント島が描かれており、第5章「ペンダーの竜」では空飛ぶドラゴンが描かれた。第10章「世界の果てへ」では、ゲドが「はてみ丸」で航海している様子を描いた絵が使用されており、ゲドとカラスノエンドウがイフィッシュ島から東に向かい、知られたすべての土地を超えて影と対峙する場面となる。

### 出版
『影との戦い』は1968年、バークレーのパルナッサス・プレス社から最初に出版された。ル＝グウィンにとって転機となるSF小説『闇の左手』が出版される1年前のことだった。児童向け作品はル＝グウィンの初の試みであり、彼女個人にとっても画期的な出来事だった。この小説が出版される以前、彼女はいくつかの小説と短編を書いただけだった。さらに本作は、SFではなくファンタジー分野への進出という点でも彼女の最初の試みだった。
『影との戦い』は、ル＝グウィンの著書の中で初めて批評家の注目を広く集め、『ゲド戦記』シリーズの第一作として、彼女の代表的な作品とされている。本作は、2015年に発売された挿絵入りのフォリオ・ソサエティ版を含めて、数多くの版を重ねている。また、他の多くの言語にも翻訳されている。2018年には『影との戦い』出版50周年に合わせて、ル＝グウィンの『ゲド戦記』全作品を集めたオムニバス版が発売された 。
ル＝グウィンは当初、『影との戦い』を単独の小説とするつもりだったが、作品の中で未解決のまま残っている部分を考慮して続編の『こわれた腕環』（1971年）、さらに三作目の『さいはての島へ』（1972年）を発表する。 『こわれた腕環』は『影との戦い』から数年後の物語である。島々の間で戦いが絶えないことを憂えたゲドは、平和をもたらすというエレス・アクベの腕環を求めてカルガド人の地にあるアチュアンの地下墓所に潜入する。ゲドはそこで巫女の少女アルハと出会う。『さいはての島へ』では、大賢人となったゲドが若い王子アレンを伴い、アースシー全域で起こりつつある魔法の力の衰えに立ち向かおうとする。これらシリーズ最初の三冊は、「オリジナル三部作」と呼ばれ、三作のそれぞれにおいて、世界の不均衡を修復するためにゲドが力を尽くす姿が描かれる。これらに続いて、『帰還』(1990年)、『ドラゴンフライ』(2001年)、『アースシーの風』(2001年) が書かれ、合わせて「第二の三部作」とも呼ばれる。

## 受容

### 児童文学として
本作ははじめ児童書の評論家たちから認められ、高い評価を得た。『影との戦い』が1971年にイギリスで発売されると、さらに好意的に受け止められた。ホワイトによれば、このことはイギリスでは児童向けファンタジー作品に対する批評家たちの称賛がより大きいことが反映している。イギリスの批評家ナオミ・ルイス（1911年 - 2009年）は、1975年の注釈付きブックリスト『子供のためのファンタジー』の中で『影との戦い』について次のように紹介した。「気軽に立ち読みできるような簡単な本ではないが、一歩を踏み出した読者は、現代のもっとも重要なファンタジー作品のひとつに出会うことになるだろう。」。
同様に、文学者のマーガレット・エスモンドは1981年に「ル＝グウィンは……ハイ・ファンタジーの最高傑作とも言えるもので児童文学を豊かにした」と述べ、作家・ジャーナリストのアマンダ・クレイグ（1959年 - ）はガーディアン紙の書評において、「船の帆のように明瞭で張りのある文体で書かれた、これまででもっともスリリングで賢明かつ美しい児童小説だ。」と述べた。
児童文学作家のエリノア・キャメロン（1912年 - 1996年）は児童図書館員の集会で本作について、「あたかもル＝グウィン自身がこの多島海に住んでいるかのようだ」と、物語の世界構築を称賛した。
作家のデヴィッド・ミッチェル（1969年 -）は、主人公のゲドを「見事な創造物」と呼び、当時の著名なファンタジー作品に登場する魔法使いよりも親しみやすいと主張した。彼によれば、ガンダルフのようなキャラクターは「魔術師の中でも白人の学究貴族であるマーリンの変形」であり、成長の余地がほとんどないのに対し、ゲドは物語を通じてキャラクターとして成長したという。ミッチェルはまた、物語の他の登場人物たちについても、彼らが束の間の存在であるにもかかわらず「十分に考え抜かれた内面」を持っているように見えると述べた。
1995年の「SF百科事典」によれば、『ゲド戦記』シリーズは第二次世界大戦後の最高の児童向けSF作品とみなされていた。

### ファンタジーとして

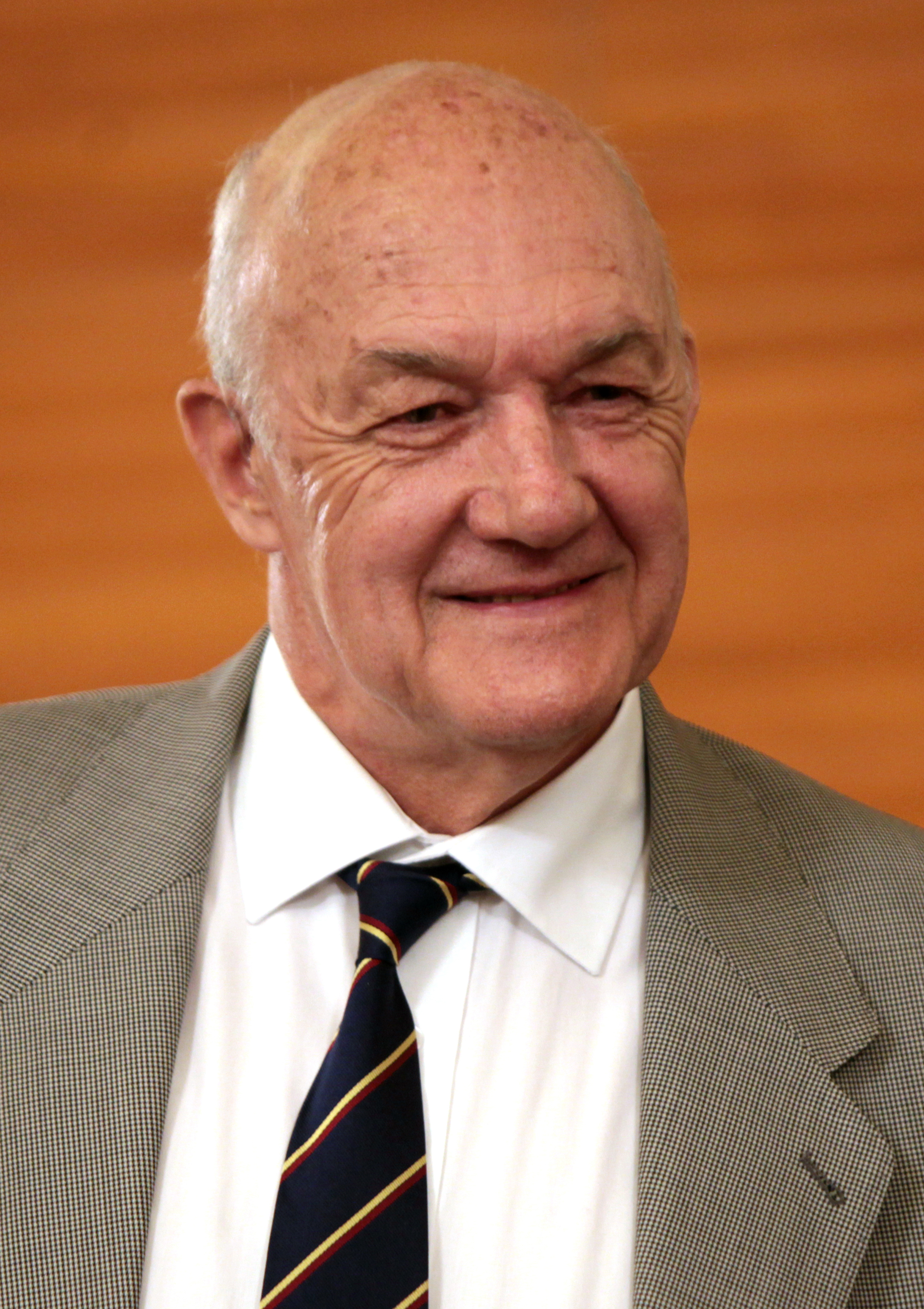
トム・シッピー（2015年）

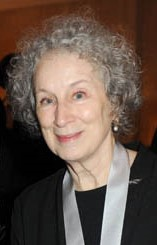
マーガレット・アトウッド（2011年）

『ゲド戦記』シリーズは児童書とみなされていたため、一般書としては注目されていなかった。ル＝グウィン自身はこのような児童文学の扱いを批判して、「大人の排他主義者の恥ずべき行い」と表現した。1976年、文学者のジョージ・スラッサー（1939年 - 2014年）は、「馬鹿げた出版区分が原作シリーズを『児童文学』に指定している」と批判した。バーバラ・バックナルは、「ル＝グウィンによるこれらのファンタジーは、幼児向けでも大人向けでもなく、年長の子供たちのために書かれた。だが実のところは、トールキン作品のように10歳の子供にも大人にも読むことができる。これらの物語は、私たちが何歳であろうと直面する問題を扱っていて、年齢を問わない。」と述べている。
『影との戦い』がより一般的な読者から注目されるようになったのは、後年になってからである。文学研究者のトム・シッピーは、『影との戦い』を本格的な文学として扱った最初の一人であり、本書がC・S・ルイスやドストエフスキーの作品と肩を並べるものだと分析した。マーガレット・アトウッド（1939年 - ）は本書を「大人のためのファンタジー」だと見なし、ファンタジー文学の「源泉」のひとつと呼んだ。彼女はさらに、この本はヤングアダルト小説またはファンタジーのいずれかに分類できるが、「生と死、そして私たち人間は何者なのか」というテーマを扱っており、12歳以上であれば誰でも楽しんで読むことができる、と述べた。「SF百科事典」もこの見解に同調し、このシリーズの魅力は、対象として書かれたヤングアダルト層を「はるかに超えたもの」だとし、さらに本書を「厳しいが鮮やか」であり、このシリーズはC・S・ルイスの『ナルニア国物語』よりも思慮深いと称賛した。
このほか、ブライアン・アテベリー（1951年 -）は、彼の1980年のファンタジー史の中で『ゲド戦記』オリジナル三部作を「これまでで最も挑戦的で最も豊かなアメリカン・ファンタジー」と呼んだ。スラッサーはこのシリーズを「先端的な様式と構想による作品」であり 、オリジナル三部作は「本物の叙事詩的な想像力」の産物だと述べた。1974年、批評家のロバート・スコールズ（1929年 - 2016年）はル＝グウィンの作品をC・S・ルイスの作品と比較して次のように述べた。「ルイスがとりわけキリスト教的な価値観を打ち出したのに対し、ル＝グウィンは神学ではなく生態学（エコロジー）、宇宙論、自己管理構造としての世界への畏敬の念をもって取り組んだ。」とし、これに付け加えて、ル＝グウィンの3冊のアースシー物語それ自体が誰にとっても残すべき十分な遺産だと述べた。2014年、SF編集者・批評家のデヴィッド・プリングル（1950年 -）は本作を「詩的で、スリリングで、そして深遠な美しい物語」と呼んだ。
日本の英文学者本橋哲也（1955年 -）は、『アースシー物語』を真の文学にふさわしいものにしているのは、人間性と自然世界への深い洞察と、それに伴う倫理的省察だとする。人は生きていくとき、何を選択しているのか、さまざまな選択肢の中で人は本当に何をなさなくてはならないのか。この選択と義務をめぐる答えのない問いは、ゲドの生涯につきまとっていく。読者もまた物語を読みながら、こうした問いを登場人物たちと分有し、自分もその応答の主体とならざるを得ないと述べている。

### 受賞
『影との戦い』によって、ル＝グウィンはさまざまな著名な賞を受賞した。
1969年にボストン・グローブ・ホーンブック賞を受賞、1979年にはルイス・キャロル・シェルフ賞の最後の受賞作の一つとなった。1984年、ポーランドの金のセプルカ賞を受賞した。2004年には、ル＝グウィンはアメリカ図書館協会からヤングアダルト文学に対して与えられるマーガレット・A・エドワーズ賞を受賞した。なお、この賞では彼女の『ゲド戦記』シリーズの最初の4巻、『闇の左手』、『始まりの場所』の6つの作品が対象となっている。。
1987年のローカス誌の人気投票において、『影との戦い』は「オールタイム・ベストファンタジー小説」の3位となり、2014年にはデヴィッド・プリングルが現代ファンタジー小説のベスト100冊のリストの中で本作を39位に選んでいる。

### 影響
『影との戦い』はファンタジーのジャンルに広く影響を与えたと見なされている。本作は、 トールキンの『指輪物語』やライマン・フランク・ボームの『オズの魔法使い』など主要なハイ・ファンタジー作品と比較されている。
例えば、宮崎駿の2001年のアニメ映画『千と千尋の神隠し』には名前が力を発揮するという考え方が現れており、批評家たちは、このアイデアはル＝グウィンの『ゲド戦記』シリーズに由来するものだと指摘している。SF小説『クラウド・アトラス』などの著者デイヴィッド・ミッチェルは、『影との戦い』に強い影響を受け、「ル＝グウィンと同じ力を持つ言葉を操りたい」という欲求を感じたと述べた。
現代の作家たちは、『影との戦い』が後に『ハリー・ポッター』シリーズで有名になる「魔法学校」のアイデアを導入し、同シリーズにも登場する魔法使いの少年という類型を広めたと評価している。評論家はまた、『影との戦い』の基本的な前提、つまり天才的な少年が魔法使いの学校に通い、彼自身と深い関りを持つ敵を作るという前提が、『ハリー・ポッター』のそれと共通すると述べている。ゲドが影から傷を受け、影が彼に接近するときには常に痛みを感じるように、ハリーがヴォルデモートから受けた傷も同じである。こうした類似点について、ル＝グウィンはJ・K・ローリングから「盗まれた」とは感じなかったものの、ローリングの本の独創性については称賛されすぎているとし、「ローリングは先人に対してもっと礼儀正しくあっても良かった。信じられないのは、最初の本を素晴らしく独創的だと評価した批評家だ。彼女には多くの美点があるが、独創性はその中に含まれていない。これには傷ついた。」と述べた。

## 主題

### 成人
『影との戦い』は、主人公ゲドの青年期から成人に至るまでに焦点を当てており、『ゲド戦記』オリジナル三部作の他の2作品とともに、ル＝グウィンがダイナミックに描写した成長過程の一部を形成している。この三部作では、ゲドの青年時代から老年期までを追うとともに、各作品ではそれぞれ異なる登場人物の成長も描かれる。このために、しばしば「教養小説」と見なされる。
著者のル＝グウィンはこの本の中心的主題を成人としており、1973年のエッセイの中で彼女は、思春期の読者に向けて書くためにこのテーマを選んだと述べている。
自分にとって成人（"coming of age"）は若者にとって大問題であり、自分がそれを果たしたと思えるようになったのは31歳の頃である。そこにいたる過程がまさに自分自身への旅なのだ。
彼女はまた、成人を描く媒体としてファンタジーはもっとも適しており、なぜなら潜在意識を探求するのに「合理的な日常生活」の言葉を使うことは難しいからだとも述べた。
ゲドは高慢で、しかしさまざまな状況で自分に自信が持てない人物として描かれている。オジオンに弟子入りして間もないころ、彼は師匠が自分を嘲っていると考え、その後ロークではヒスイから侮辱されているように感じる。どちらの場合も他人が自分の偉大さを理解していないと信じていることについて、ル＝グウィンの叙述は同情的で、ゲドの心情をすぐには否定しない。
文学者のマイク・キャデンは、この本は「ゲドと同じくらい若く、おそらくは強情で、したがって彼に同情的な読者にとって」説得力のある物語だと述べた。キャデンによれば、ル＝グウィンは若い読者をゲドに共感させ、そして彼が魔法の力を律することを学ぶにつれて、自分の行動には代償を払わなければならないことに徐々に気づくようにしている。これと同様に、オジオンについて修行を始めたときに、ゲドは魔法の神秘的な側面を教わって他の生物に変身する様子を思い描くが、オジオンの重要な教えはむしろ自分自身についてのものだということが次第にわかるようになる。また、ル＝グウィンが焦点を当てたものには精神面での発達だけではなく、モラルの変化も含まれている。ゲドは、自分の力とそれを適切に使う責任とのバランスを考えるようになる。それは、彼がテレノンの石を訪れ、石の力が示した誘惑を目の当たりにしたときに得られた認識である。
ゲドの成長は、肉体面ではこの物語を通じて彼がたどる旅とも絡み合っている。物語の最終章において、ゲドがついに影を自分の一部として受け入れ、恐怖から解放されるという結末は、評論家から通過儀礼だと指摘されている。例えば、ジーン・ウォーカーは、最後の通過儀礼は『影との戦い』のプロット全体の相似形であり、プロットそのものが思春期の読者にとって通過儀礼の役割を果たしているとしている。ウォーカーはさらに次のように述べている。「『影との戦い』の全体の筋は……主人公が、社会における個人とは何か、より高次の力との関係において自己とは何を意味するのかについて、ゆっくりと悟る様子を描いている。」。エリノア・キャメロンはユングの分析心理学を引き、ゲドを苦しめた「影」はふだんは意識されずにある私たちの負の部分、言い換えれば、私たちの内に潜む獣性とでも呼ぶべきものではないかと指摘した。若いゲドは影の生き物と恐ろしい出会いを果たすが、後にそれが自分自身の影すなわち暗い側面であることに気づく。影を認め、融合した後にのみ、彼は人として完全になる。これについて、ル＝グウィンはアースシー物語を書くまでユングを読んだことはなかったと述べた。

### 均衡と道教思想
アースシーの世界は微妙な均衡の上に成り立っているものとして描かれており、このことは住民の大部分に知られている。これには、陸と海の(「アースシー」という名前に暗示されている) 、また人と自然環境との均衡が含まれている。物理的な均衡だけではなく、より大きな宇宙の平衡があることを誰もが認識しており、魔術師はそれを維持する使命を負っている。しかし、小説のオリジナル三部作のそれぞれに登場する何者かによってその均衡が崩される。。
アースシーのこの側面を説明して、エリザベス・カミンズは「力の均衡の原理、つまりあらゆる行為が自己、社会、世界、そして宇宙に影響を及ぼすという認識は、ル＝グウィンのファンタジー世界における物理的・道徳的な原理である」と述べた。均衡の概念は、この小説のもう一つの主要テーマである成人と関連している。というのも、自分が善にも悪にもなりえることを自覚しなければ均衡を保つ方法は理解できないからである。ロークの学院にいる間、手わざの長はゲドに次のように語る。
ル＝グウィンの著述における道教の影響は、本書の多くの部分、とくに「均衡」の描き方において明らかである。物語の終わりで、ゲドはどうしても必要なとき以外は行動しないことを学んでおり、道教の生き方を体現しているように見える。また彼は、光と闇、あるいは善と悪のように、一見正反対に見えるものが実は相互に依存していることも学んでいる。光と闇は、それら自身が物語の中で繰り返されるイメージとなっている。批評家たちはこの信念が、多くのファンタジーと共通する物語内の保守的イデオロギーの証拠だと指摘している。学者たちによれば、ル＝グウィンはバランスと均衡についての懸念を強調することで、魔法使いたちの現状維持の努力を正当化している。このような傾向は、一方でル＝グウィンのSF作品では変化に価値があることが示されるのとは対照的である。

### 悪と影
均衡のテーマと関連して、人間の悪の性質は、『影との戦い』や他のアースシーの物語を通じて重要なテーマとなっている。ル＝グウィンの他の作品と同様、悪は生命のバランスへの誤解として示されている。ゲドは生まれながらにして強大な力を持っていたものの、その力への増長心が彼の破滅につながる。彼は自分の強さを証明するために死者の霊を呼び戻そうとし、この自然の摂理に反する行為によって、彼を攻撃する「影」が解き放たれる。ゲドは初めにゴントの少女から、その次にヒスイから挑発されたことによって危険な呪文を唱えることになるのだが、この挑発はゲドの心の中にあるものだとスラッサーは示唆している。彼を衝き動かしているのは彼自身の自尊心だが、彼は自分の内面に目を向けることを望まないように見える。しかし、彼が自分の中に「影」を受け容れたとき、ようやくにして彼は自らの行動に対する責任も受け入れる。そして、自分の死すべき運命を受け入れることで自分自身を解放することができる。
このとき、ゲドに同行したカラスノエンドウは、ことの真相を次のように理解した。
したがって、アースシー世界には竜やテレノンの石など闇の力が存在するが、真の悪はこれらの力のいずれでも、あるいは死ですらなく、自然の均衡に反するゲドの行動だった。これは、光と闇を相反するものとして、常に対立する善と悪の象徴と見なす、従来の西洋やキリスト教の物語とは対照的である。ゲドは二度にわたって、死と悪に挑むという誘惑に駆られるが、そのどちらもなくすことはできないことをやがて悟り、代わりに悪に仕えず、死を否定しないことを選択する。
本橋は、『アースシー物語』を読者がひとりの男性主人公による「戦記」や「伝記」と考えることは根本的な錯誤をはらんでおり、自己を絶対的善として設定する「戦い」ではなく、自らの中にも善や悪の混淆を認め、自分自身で悩み葛藤し、そこから他者との共生の可能性を探る「闘い」だとする。この物語は単純な二項対立の図式では理解できず、善悪の価値観を基本原理とする一般的な小説とは大きく一線を画している。そのことを読者が理解するための最初の重要な課題が「影」だと述べている。

### 真の名

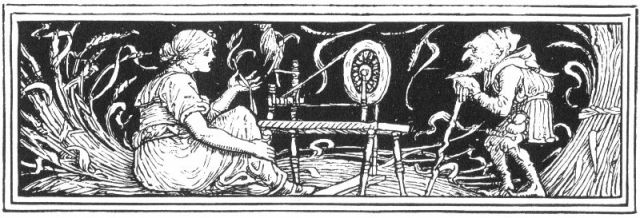
ウォルター・クレーンによる「ルンペルシュティルツヒェン」の挿絵（1886年のマクミラン社『グリム童話集』より）

ル＝グウィンの架空の世界では、物体や人物の真の名を知ることは、それを支配する力を持つことを意味する。子供たちは思春期に達すると真の名を与えられ、その名は親しい友人とのみ共有される。
オーム・エンバーやカレシンのように、『ゲド戦記』シリーズの後期の小説に登場するいくつかの竜は、自分の名前を公然にしつつも、誰にも支配されずに生きているように描かれている。しかし、『影との戦い』では、イエボーに対してゲドが力を持っていることが示される。これについてキャデンは、イエボーは富や物質的な所有に執着し続けており、そのために自分の名前の力に縛られていると述べている。
魔法使いは名前を使うことで均衡に影響を及ぼす。こうして、このテーマは宇宙の均衡と関連付けられる。カミンズによれば、これは言語が現実を形作る力を示すル＝グウィンの方法だという。言語は、私たちが環境について理解し合うためのツールなのだから、人間が環境に影響を与えることも可能であり、魔法使いが名前を使用する力はその象徴だと彼女は主張している 。カミンズはさらに、魔法使いが物事を変えるために名前を使うことと、フィクションの執筆において言葉を創造的に使うことの類似を示唆した。
シッピーは、名前に力があるというアースシーの魔法は、彼が「ルンペルシュティルツヒェン理論」と名付けたものによって機能するようだと述べた。シッピーによると、この描写は物に対する言葉の力を強調しようとするル＝グウィンの努力の一環であり、『金枝篇』のジェームズ・フレイザーなど他の作家のイデオロギーとは対照をなしている。エズモンドは、『ゲド戦記』の最初の3冊はいずれも名前が信頼を意味すると論じた。『影との戦い』では、カラスノエンドウはゲドに対し、自分から真の名前を明かすことで信頼を表し、ゲドを感激させる。後に『こわれた腕環』において、ゲドはテナーに同じものを贈り、そうすることで彼女が信頼を学び取ることができるようにした。

## 文体と構造

### 表現と叙述
『影との戦い』や他の『ゲド戦記』シリーズの作品は、ル＝グウィン初期のSFハイニッシュ・ユニバースの連作とほぼ同じ時期に書かれているが、その性格は大きく異なっている。
スラッサーは、『ゲド戦記』のシリーズは「ハイニッシュ」シリーズの「過度のペシミズム」との釣り合いを取るものだと述べた。彼は前者について、「帝国よりも大きくゆるやかに」といった作品とは対照的に、個人の行動を好意的に描いているとみなした。「SF百科事典」は、本作を「重厚な喜び」に満ちていると評した。ル＝グウィン自身は、ファンタジー作品の文体について語る中で、ファンタジーにおいては、読者の心の拠り所となる既知の枠組みが存在しないため、明確で直接的な表現が必要だったと述べている。
この物語はしばしば、読者がアースシーの地理や歴史に詳しいことを前提にしているように書かれているが、この手法によってル＝グウィンは解説的文章を避けることができた。
ある評者は、この手法は「ル＝グウィンの世界にトールキンのような神秘的な深みを与えているが、トールキンのうんざりするようなバックストーリーや詩作はない。」と述べる。叙事詩の概念に沿って、叙述はゲドの未来を展望したり、アースシーの過去を振り返ったりと切り替わる。同時に、スラッサーは小説の雰囲気が「不思議で夢のよう」であり、客観的な現実とゲドの心の中の思考の間で揺れ動いていると述べた。ゲドの敵は実在するものもいるが、その他は幻影である。このような叙述手法をキャデンは「自由間接話法」と呼んでいる。この語り手は主人公に寄り添っているように見え、読者から主人公の考えを遠ざけようとはしない。

### 神話と叙事詩
『影との戦い』は叙事詩の要素を強く持っている。例えば、アースシーの歴史におけるゲドの位置付けは、本書の始まりの部分で次のような言葉で説明されている。
また、物語の冒頭にはアースシーの歌『エアの創造』の言葉が置かれ、本書の開始を儀式的に飾る形となっている。その後、物語の語り手は、これから語るのはゲドの若い頃の物語だと述べ、以降の文脈が確立される。
ル＝グウィンの他の多くの作品の主人公たちと比べると、探求に旅立つ魔法使いとしてのゲドは、表向きには典型的なヒーローである。批評家は『影との戦い』を『ベーオウルフ』のような叙事詩と比較している。学者のヴァージニア・ホワイトは、この物語は主人公が冒険を始め、途中で試練に直面し、最終的には勝利を収めて帰還するという叙事詩に共通する構造に従っていると論じた。ホワイトはさらに、この構造は各巻だけでなくシリーズ全体にも見られるものだと指摘した。
ル＝グウィンは、そのような「単一の神話」にありがちな定形の多くを覆した。彼女の物語の主人公は伝統的に現れる白い肌の英雄ではなく、みな浅黒い肌をしていた。逆に、敵対者のカルガド人の肌は白く、人種間の役割が入れ替わっていることが複数の批評家によって指摘されている。
批評家はまた、彼女が伝統的な西洋のファンタジーを破壊する手段として、多様な出自を持つキャラクターを使っていることを挙げている。
一方で、批評家たちは『影との戦い』を含むオリジナル三部作におけるル＝グウィンの性別の扱いに疑問を呈した。後にフェミニストとして知られるようになったル＝グウィンだが、シリーズの第1巻の本書で、魔法を使うのは男性と少年に限定している。発表当時はこの点についてジェンダー的な観点からの批評は行われていなかった。続く『こわれた腕環』ではル＝グウィンは意図的に女性の成長物語を描いたものの、作中の描写はシリーズの男性優位モデルを引き継いでいるという評がある。『ゲド戦記』の第3巻『さいはての島へ』（1972年）から18年後に出版された第4巻『帰還』（1990年）は、ル＝グウィン及び評論家たちによって本シリーズをフェミニスト的に再創造したものだとされている。ここでは主要登場人物の権力や地位が逆転しており、家父長制的な社会構造に疑問が投げかけられる。1993年のコメントで、ル＝グウィンは「フェミニストとしての良心との格闘」が済むまで「1972年以降のアースシー」を続けることはできなかったと述べている。
幾人かの批評家は、ル＝グウィンは叙事詩、教養小説、ヤングアダルト小説の要素を組み合わせることで、従来のジャンルの境界を曖昧にすることに成功したと論じている。フランシス・モルソンは1975年の解説で、この物語が必ずしもヒロイック・ファンタジーの型やそれが引き起こす道徳的問題に従っていないことから「倫理的ファンタジー」と呼ばれるべきだと主張した。だが、この用語は普及しなかった。同様の議論は1985年に児童文学評論家のデリア・シャーマン（1951年 -）によってなされた。シャーマンは、『影との戦い』を始めとするシリーズが求めたのは「良い大人になるとはどういうことなのかを、劇的な例を通して子供たちに教える」ことだと述べた。

## 翻案
1989年、ワールド・ブックによってチャイルドクラフト第3巻に本書第1章のイラスト付き要約版が掲載された。本書のオーディオ版は複数リリースされている。BBCラジオは1996年にラジオドラマ版を制作し、ジュディ・デンチがナレーションを務めた。2015年には『ゲド戦記』の翻案による6部構成のシリーズを制作、BBCラジオ4エクストラで放送した。2011年、この作品はロバート・イングリスによる無修正録音として制作された。
この物語を映像化した作品も2本制作されている。

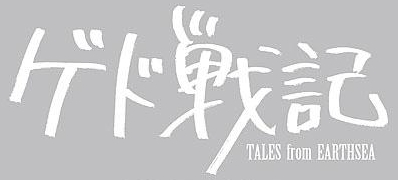
スタジオジブリによるアニメ映画『ゲド戦記』のタイトル。

2004年に『ゲド〜戦いのはじまり〜』というタイトルのミニシリーズがSci Fi Channelで放送された。このテレビ作品はごく大まかに『影との戦い』と『こわれた腕環』に基づいている。「サロン」に掲載された記事の中で、ル＝グウィンはこの結果に対して強い不快感を表明した。作中では赤茶色の肌をしているゲドを「怒りっぽい白人の子供」に置き換えたことで、このシリーズはアースシーを「白塗り」しており、作品の核心として白人ではない人物の物語を書くという彼女の選択が無視されたと述べた。この感想は、「究極のファンタジー百科事典（"The Ultimate Encyclopedia of Fantasy"）」のレビューでも共有された。同紙は、『ゲド〜戦いのはじまり〜』はル＝グウィンの原作に対して「まったく的外れ」であり、「原作の繊細さ、ニュアンス、美しさをすべて取り除き、その代わりに陳腐な常套句、痛々しいステレオタイプ、そして理不尽な「壮大な」戦争を挿入した。」と述べた。
2006年、スタジオジブリは本シリーズの翻案によるアニメ映画『ゲド戦記』を発表した。この映画は、シリーズ第一作『影との戦い』、第三作『さいはての島へ』、第四作『帰還』の要素をごく大まかに組み合わせて新しい物語を作り上げている。ル＝グウィンは映画の制作過程について、宮崎駿自身が映画をプロデュースすると信じて映画化を承諾したが、結局そうならなかったと述べ、不快感を示した。ル＝グウィンは映画の描写を称賛したものの、暴力の行使を嫌った。また彼女は道徳描写、とくに対立を解消する手段として殺されかねない悪役の起用について不満を表明し、それは本書のメッセージに反するものだと語った。